# Tragocephala berchmansi
Tragocephala berchmansi är en skalbaggsart som beskrevs av Hintz 1909. Tragocephala berchmansi ingår i släktet Tragocephala och familjen långhorningar.
Artens utbredningsområde är:
- Benin.
- Ghana.
- Togo.

Inga underarter finns listade i Catalogue of Life.